# Joseph Aidoo
Joseph Aidoo (Tema, 29 september 1995) is een Ghanese voetballer die doorgaans als verdediger speelt. Hij verruilde KRC Genk in juli 2019 voor Celta de Vigo. Aidoo debuteerde in 2019 in het Ghanees voetbalelftal.

## Carrière

### Inter Allies
Aidoo maakte in het seizoen 2013/14 zijn debuut in het eerste elftal van het Ghanese Inter Allies. Een seizoen later kreeg hij de aanvoerdersband.

### Hammarby IF
Inter Allies verhuurde Aidoo in augustus 2015 aan de Zweedse promovendus Hammarby IF. Op 25 oktober 2015 maakte hij in een thuiswedstrijd tegen Malmö FF zijn officiële debuut voor de Zweedse club. Hij mocht toen van coach Nanne Bergstrand in de basis starten. Niet veel later nam Hammarby hem definitief over van Inter Allies. Vervolgens groeide hij uit tot een vaste waarde. Aidoo speelde in die periode met Hammarby in de middenmoot van de Allsvenskan.

### KRC Genk
Aidoo verruilde Hammarby in de zomer van 2017 voor KRC Genk, waar hij een contract voor drie seizoenen tekenende. Op 26 augustus 2017 maakte hij thuis tegen KV Mechelen zijn debuut voor Genk. Hij mocht toen in de extra tijd invallen voor ploeggenoot Alejandro Pozuelo. Nadien mocht hij regelmatig beginnen als centrale verdediger. Op 22 oktober 2017 maakte hij tegen RSC Anderlecht zijn eerste doelpunt voor de Limburgse club. Het doelpunt leverde zijn team ook de zege op (0–1). Aidoo groeide bij Genk binnen twee maanden uit tot vaste basisspeler. Dat bleef hij ook in seizoen 2018/19. Hij droeg dat jaar in 33 speelronden bij aan het winnen van he landskampioenschap.

### Celta de Vigo
Aidoo verruilde Genk in juli 2019 voor Celta de Vigo, dat 8 miljoen euro voor hem betaalde. Ook hier werd bij binnen een paar weken een vaste basisspeler. Dat veranderde in de tweede seizoenshelft, toen coach Óscar García het had overgenomen van Fran Escribá en verergerde toen Eduardo Coudet in november 2020 hoofdtrainer werd. Nadat hij eerst vaak genoegen moest nemen met invalbeurten, kwam hij in 2020/21 ook regelmatig helemaal niet van de bank af. Coudet herstelde hem in 2021/22 echter in ere als onbetwiste basisspeler.

## Clubstatistieken
| Seizoen | Club          | Land            | Competitie       | Competitie | Competitie | Beker | Beker | Supercup | Supercup | Europees | Europees | Totaal | Totaal |
| Seizoen | Club          | Land            | Competitie       | Wed.       | Dlp.       | Wed.  | Dlp.  | Wed.     | Dlp.     | Wed.     | Dlp.     | Wed.   | Dlp.   |
| ------- | ------------- | --------------- | ---------------- | ---------- | ---------- | ----- | ----- | -------- | -------- | -------- | -------- | ------ | ------ |
| 2015    | Hammarby IF   | Vlag van Zweden | Allsvenskan      | 1          | 0          | 0     | 0     | –        | –        | –        | –        | 1      | 0      |
| 2016    | Hammarby IF   | Vlag van Zweden | Allsvenskan      | 14         | 1          | 0     | 0     | –        | –        | –        | –        | 14     | 1      |
| 2017    | Hammarby IF   | Vlag van Zweden | Allsvenskan      | 12         | 0          | 3     | 0     | –        | –        | –        | –        | 15     | 0      |
| 2017/18 | KRC Genk      | Vlag van België | Eerste klasse A  | 32         | 3          | 4     | 0     | –        | –        | –        | –        | 36     | 3      |
| 2018/19 | KRC Genk      | Vlag van België | Eerste klasse A  | 33         | 1          | 2     | 0     | –        | –        | 6        | 1        | 41     | 2      |
| 2019/20 | Celta de Vigo | Vlag van Spanje | Primera División | 32         | 0          | 1     | 0     | –        | –        | –        | –        | 33     | 0      |
| 2020/21 | Celta de Vigo | Vlag van Spanje | Primera División | 25         | 0          | 2     | 0     | –        | –        | –        | –        | 27     | 0      |
| 2021/22 | Celta de Vigo | Vlag van Spanje | Primera División | 32         | 0          | 0     | 0     | –        | –        | –        | –        | 32     | 0      |
| 2022/23 | Celta de Vigo | Vlag van Spanje | Primera División | 35         | 3          | 2     | 1     | –        | –        | –        | –        | 37     | 4      |
| 2023/24 | Celta de Vigo | Vlag van Spanje | Primera División | 6          | 0          | 0     | 0     | –        | –        | –        | –        | 6      | 0      |
| Totaal  | Totaal        | Totaal          | Totaal           | 222        | 8          | 14    | 1     | 0        | 0        | 6        | 1        | 242    | 10     |

## Interlandcarrière
Aidoo debuteerde op 26 maart 2019 in het Ghanees voetbalelftal, in een met 3–1 gewonnen oefeninterland tegen Mauritanië. Bondscoach Kwesi Appiah nam hem later dat jaar mee naar het Afrikaans kampioenschap 2019. Hierop mocht hij één keer invallen. Aidoo speelde daarna regelmatig voor het nationale team, maar werd ook vaak niet geselecteerd of bleef hele wedstrijden op de bank. Bondscoach Otto Addo nam hem mee naar het WK 2022, maar hierop kwam hij niet in actie.

## Erelijst
| Belgisch kampioen | 1x | 2018/19 |